# Galinthias (genre)
Genre
Galinthias est un genre de mantes de la famille des Galinthiadidae.

## Répartition
Les espèces du genre Galinthias se rencontrent en Afrique et en zone paléarctique,.
Elles sont en particulier largement répandues en Afrique au sud du 10e parallèle nord mais une espèce, Galinthias philbyi (Uvarov, 1936), est présente dans la péninsule arabique.

## Description
Les Galinthias sont de petites mantes dont la taille est comprise entre 17 et 26 mm. Elles sont généralement vertes et les mâles et les femelles sont ailés.
La tête porte des yeux allongés plus ou moins coniques et dirigés un peu obliquement vers l'avant. Les ocelles latéraux sont surmontés d’un petit prolongement. L'écusson frontal est transverse avec deux bourrelets latéraux qui se prolongent plus finement au bord supérieur avec un petit épaississement au milieu. Le clypéus présente une carène médiane et des épaississements transverses. Les antennes sont filiformes avec les deux premiers articles renflés.
Le pronotum présente une métazone dilatée à l’arrière beaucoup plus longue que la prozone. La métazone est de 2,5 à 4 fois plus longue que large au niveau de la dilatation supracoxale, laquelle est plus ou moins forte.
Les pattes antérieures sont minces avec les hanches environ aussi longues que la métazone. Les fémurs sont armés de 4 épines discoïdales, quatre externes et typiquement de douze internes.
Le sillon de la griffe est positionné aux environs du milieu. Les tibias arborent de dix à treize épines externes plus ou moins couchées les unes sur les autres et de onze à quatorze épines internes.
Le premier article des tarses est plus long que l'ensemble des suivants. Les pattes médianes et postérieures ont de petits lobes subapicaux sur les fémurs et les tibias. 
Les élytres et les ailes sont de forme simple et plus longs que l’abdomen. Les élytres sont à dominante de couleur verte et les ailes sont hyalines ou plus ou moins teintées de carmin et de brun noir.
L'abdomen est mince chez les mâles et un peu élargi chez les femelles. La plaque suranale présente un bord postérieur arrondi. Les cerques constitués d’environ 12 articles, très velus, sont filiformes.
La plaque sous-génitale des mâles présente des bords latéraux obliques portant des styles assez courts. L'ovipositeur des femelles est très saillant.
Les genitalia mâles, de forme simple, sont peu sclérifiés et très peu pigmentés. L'hypophallus ne présente pas de prolongement pointu. Le titillateur est recourbé et arrondi à l'apex.

## Nomenclature et systématique
Ce genre a été nommé en 1877 par l'entomologiste suédois Carl Stål. Il a pour espèce type Galinthias amoena (Saussure, 1871).
Galinthias a pour synonymes :
- Arabistania Kocak & Kemal, 2008
- Attalia Uvarov, 1936

### Publication originale
- (fr + la) C. Stål, « Systema Mantodeorum. Essai d’une systématisation nouvelle des Mantodées », Bihang till Kongliga Svenska Vetenskaps kademiens Handlingar, Suède, vol. 4, no 10,‎ 1877, p. 1-91 (ISSN 0284-7280, lire en ligne, consulté le 24 août 2024).

### Liste des espèces
Liste des espèces et répartition,, :
- Galinthias amoena (Saussure, 1871) - Afrique du Sud, Angola, Botswana, Cameroun, République centrafricaine, République du Congo, République Démocratique du Congo, Gabon, Kenya, Malawi, Mozambique, Namibie, Ouganda, Rwanda, Sierra Leone, Somalie, Tanzanie, Zambie, Zimbabwe, Zanzibar
- Galinthias meruensis Sjostedt, 1909 - Kenya, Malawi, Rwanda, Somalie, Tanzanie
- Galinthias occidentalis Beier, 1930 - Cameroun, République Centrafricaine, Gabon, Ghana, Guinée, Côte d'Ivoire, Sierra Leone
- Galinthias philbyi (Uvarov, 1936) - Arabie Saoudite, Israël, Yémen
- Galinthias rhomboidalis Roy & Stiewe, 2014 - Kenya